# Figari, Corse-du-Sud
Figari är en kommun i departementet Corse-du-Sud på ön Korsika i Frankrike. Kommunen ligger  i kantonen Figari som tillhör arrondissementet Sartène. År 2022 hade Figari 1 742 invånare.

## Befolkningsutveckling
Antalet invånare i kommunen Figari
Referens:INSEE